# Kebonan (Karanggede)
Kebonan is een bestuurslaag in het regentschap Boyolali van de provincie Midden-Java, Indonesië. Kebonan telt 3371 inwoners (volkstelling 2010).